# Ein guter Soldat
Ein guter Soldat (engl. Titel The Unbearable Peace) ist ein Buch von John le Carré, das 1991 veröffentlicht wurde.

## Inhalt
Es handelt sich nicht um einen Roman, wie fast alle seine anderen bekannten Bücher, sondern um eine Reportage. Es geht darin um den Schweizer Offizier Jean-Louis Jeanmaire, der wegen Landesverrat verurteilt worden war. Le Carré führte einige Recherchen durch und entwickelt in dem Buch neben realen Interviews eine mögliche Variante der Geschehnisse, die den Offizier und seine Frau in die Arme des sowjetischen Geheimdienstes trieben.